# Фторид иттербия(III)
Фторид иттербия(III) — бинарное неорганическое соединение, 
соль металла иттербия и плавиковой кислоты с формулой YbF3, 
бесцветные (белые) кристаллы, 
не растворимые в воде, 
образует кристаллогидраты.

## Получение
- Действие плавиковой кислоты на оксид или хлорид иттербия(III):

{\displaystyle {\mathsf {Yb_{2}O_{3}+6HF\ {\xrightarrow {}}\ 2YbF_{3}+3H_{2}O}}}
{\displaystyle {\mathsf {YbCl_{3}+3HF\ {\xrightarrow {}}\ YbF_{3}\downarrow +3HCl}}}

## Физические свойства
Фторид иттербия(III) образует бесцветные (белые) кристаллы, которые существуют в двух кристаллических модификациях:
- ромбическая сингония, пространственная группа P nma, параметры ячейки a = 0,6216 нм, b = 0,6786 нм, c = 0,4434 нм, Z = 4;
- тригональная сингония, пространственная группа C 3m1, параметры ячейки a = 0,4034 нм, c = 0,4160 нм, Z = 6;

Температура фазового перехода 950°С.
Не растворяется в воде.
Образует кристаллогидраты.